# Phyllotreta lubischevi
Phyllotreta lubischevi là một loài bọ cánh cứng trong họ Chrysomelidae. Loài này được Lopatin in Konstantinov & Lopatin miêu tả khoa học năm 1992.